# Sheffield (Massachusetts)
Sheffield és una població dels Estats Units a l'estat de Massachusetts. Segons el cens del 2000 tenia 3.335 habitants.

## Demografia
Segons el cens del 2000, Sheffield tenia 3.335 habitants, 1.369 habitatges, i 911 famílies. La densitat de població era de 26,7 habitants/km².
Dels 1.369 habitatges en un 28,6% hi vivien nens de menys de 18 anys, en un 54,8% hi vivien parelles casades, en un 8,3% dones solteres, i en un 33,4% no eren unitats familiars. En el 26,6% dels habitatges hi vivien persones soles l'11,1% de les quals corresponia a persones de 65 anys o més que vivien soles. El nombre mitjà de persones vivint en cada habitatge era de 2,43 i el nombre mitjà de persones que vivien en cada família era de 2,94.
Per edats la població es repartia de la següent manera: un 23,8% tenia menys de 18 anys, un 5,5% entre 18 i 24, un 27,6% entre 25 i 44, un 27,3% de 45 a 60 i un 15,8% 65 anys o més.
L'edat mediana era de 41 anys. Per cada 100 dones de 18 o més anys hi havia 92,9 homes.
La renda mediana per habitatge era de 45.082 $ i la renda mediana per família de 50.944$. Els homes tenien una renda mediana de 36.016 $ mentre que les dones 25.833$. La renda per capita de la població era de 25.492$. Entorn del 3,9% de les famílies i el 5,3% de la població estaven per davall del llindar de pobresa.